# Księginice (powiat legnicki)
Księginice (niem. Kniegnitz) – wieś w Polsce położona w województwie dolnośląskim, w powiecie legnickim, w gminie Legnickie Pole.
W latach 1975–1998 miejscowość należała administracyjnie do województwa legnickiego.